# Fdaoui
Un fdaoui est un conteur traditionnel tunisien, personnage indispensable de la vie sociale jusqu'au tout début des années 1960, à l'instar du boussadia, du sandouk ajab et des troubadours ambulants.
Il s'agit d'un conteur professionnel itinérant, qui s'installe dans un café, dans un bain maure ou sur une place publique et qui déclame son répertoire devant une assistance souvent nombreuse. Son équivalent en milieu rural est le ghannay (chanteur) qui parcourait les marchés hebdomadaires pour déclamer ses récits, en s'accompagnant de la gasba.
Naceur Baklouti les décrit comme « des sortes de bardes détenteurs des traditions historico-légendaires du groupe et en même temps musiciens et chanteurs. Leur répertoire va de la fabuleuse épopée de Zazia la hilalienne au cycle d'Ali ».
Leur fonction était donc de conserver et de transmettre la parole traditionnelle. D'ailleurs, depuis leur extinction, une partie du patrimoine s'est effritée en même temps que certains comportements sociaux tels que les attroupements et les veillées collectives, le monde merveilleux et magique des contes intéressant moins les spectateurs contemporains.
Dans les années 1960, l'art du conte connaît un renouveau avec le conteur national Abdelaziz El Aroui, et ses contes diffusés à la radio puis mis en scène pour la télévision. Ses contes utilisent souvent des personnages, situations et histoires traditionnels, mais fonctionnent comme une dénonciation (directe ou indirecte) des travers de la société de son époque.
Après la disparition d'El Aroui en 1971, certains auteurs essaient de poursuivre la renaissance de cet art, à l'instar de Béchir Drissi, acteur et réalisateur qui monte un spectacle intitulé Le fdaoui, où il conte des histoires de différents répertoires. La ville de Sousse crée aussi les Journées du fdaoui, un festival dont la 19e édition se tient en 2019. D'autres festivals, tels que le festival du conte de Ben Arous ou le Festival international du Sahara de Douz, comportent également un spectacle de fdaoui.
Dans les autres pays arabes, son équivalent est le mghannawati qui s'accompagne du rabâb (violon à une ou deux cordes frottées) en Égypte et le hakawati au Moyen-Orient.